# Красный Кут (Краснодарский край)
Кра́сный Кут — хутор в Мостовском районе Краснодарского края России.
Входит в состав Краснокутского сельского поселения.

## Население
| 2002 | 2010 |
| ---- | ---- |
| 265  | ↘226 |

## Улицы
| - пер. Лесной, - пер. Помыса, - пер. Чехрачный, | - ул. Советская, - ул. Терешковой, - ул. Энергетическая. |